# Óculo del Espíritu Santo

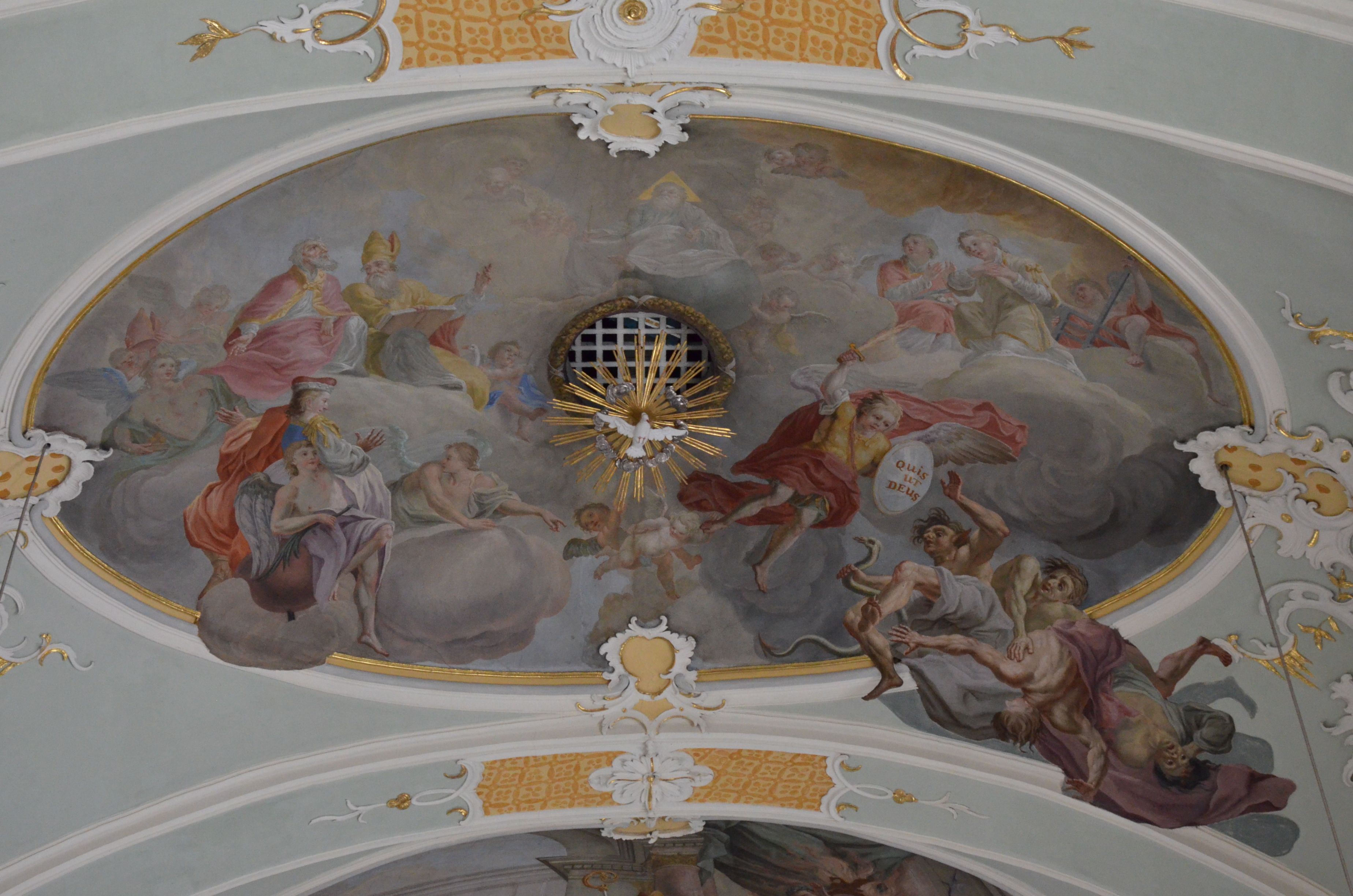
Un óculo del Espíritu Santo en el centro de un fresco con una cubierta de celosía y una figura de paloma, iglesia parroquial de Wiesing.

Un óculo del Espíritu Santo es una abertura circular en el techo de una iglesia que simboliza el descenso del Espíritu Santo sobre una congregación. Suelen estar decorados con motivos  pentecostales, como palomas, rayos de luz y llamas. Los óculos pueden estar cubiertos por una celosía o una tapa de madera que sólo se abre durante Pentecostés, o se puede dejar el agujero abierto de forma permanente, mostrando una figura de paloma u otras representaciones del espíritu santo. Su mayor proliferación fue en Austria y en el sur de Alemania desde la Edad Media hasta el período barroco.
Durante los sermones de Pentecostés, a menudo se cuelga una figura de paloma del techo y se hace descender por la abertura. Es posible que en la Edad Media se soltaran palomas vivas desde las aberturas. En la actualidad, los pétalos de las flores pueden salir alternativamente del techo a través del óculo y llegar a la congregación de abajo, simbolizando las "lenguas de fuego".
Durante el período barroco, sirvieron para disimular la caja de resonancia de los órganos.

## Galería de imágenes

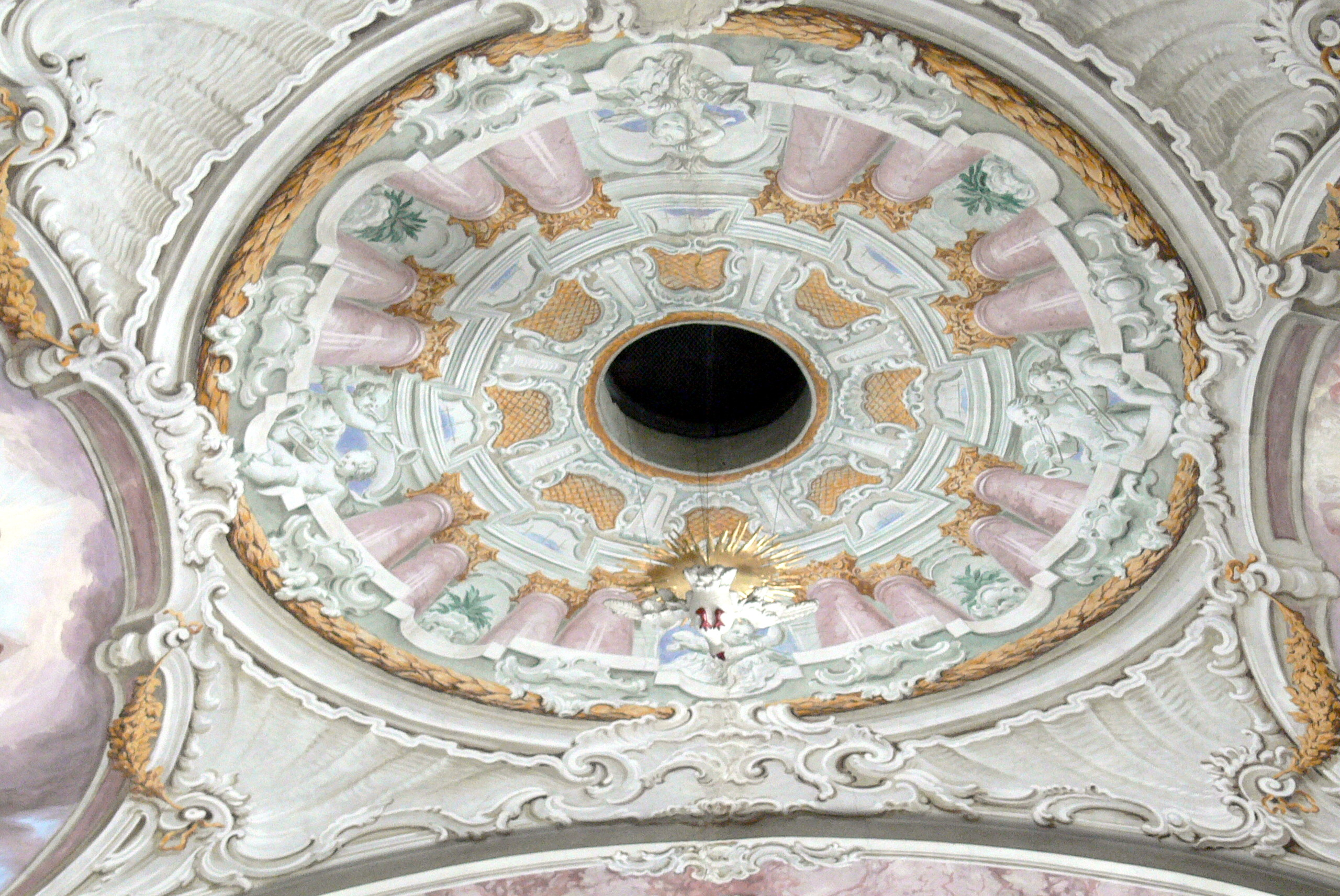
Óculo del Espíritu Santo colgado con una paloma de madera, iglesia parroquial de los Santos Pedro y Pablo en Söll .
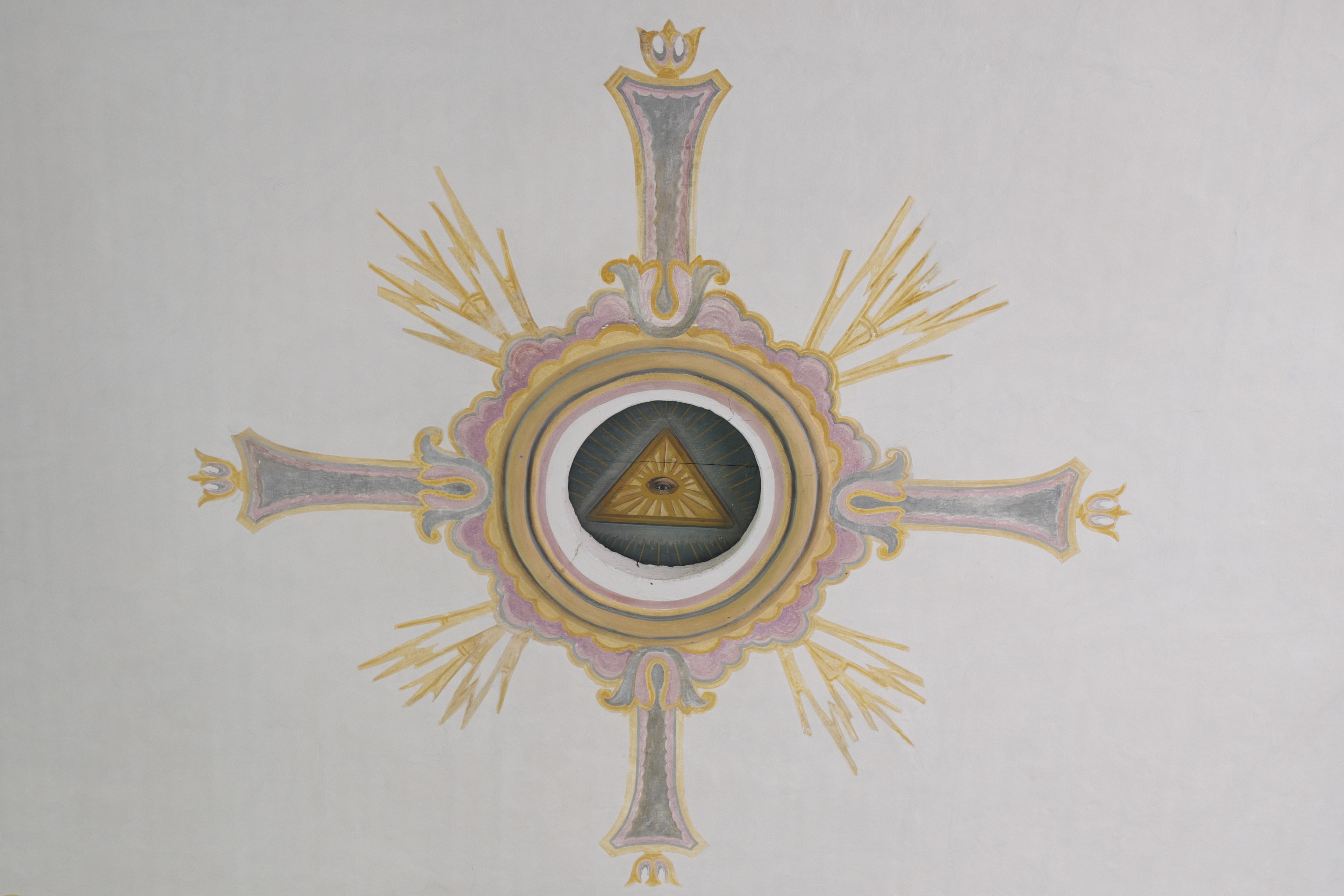
Óculo del Espíritu Santo que representa el Ojo de la Providencia , Iglesia de San Miguel, Ziegelbach, Alemania
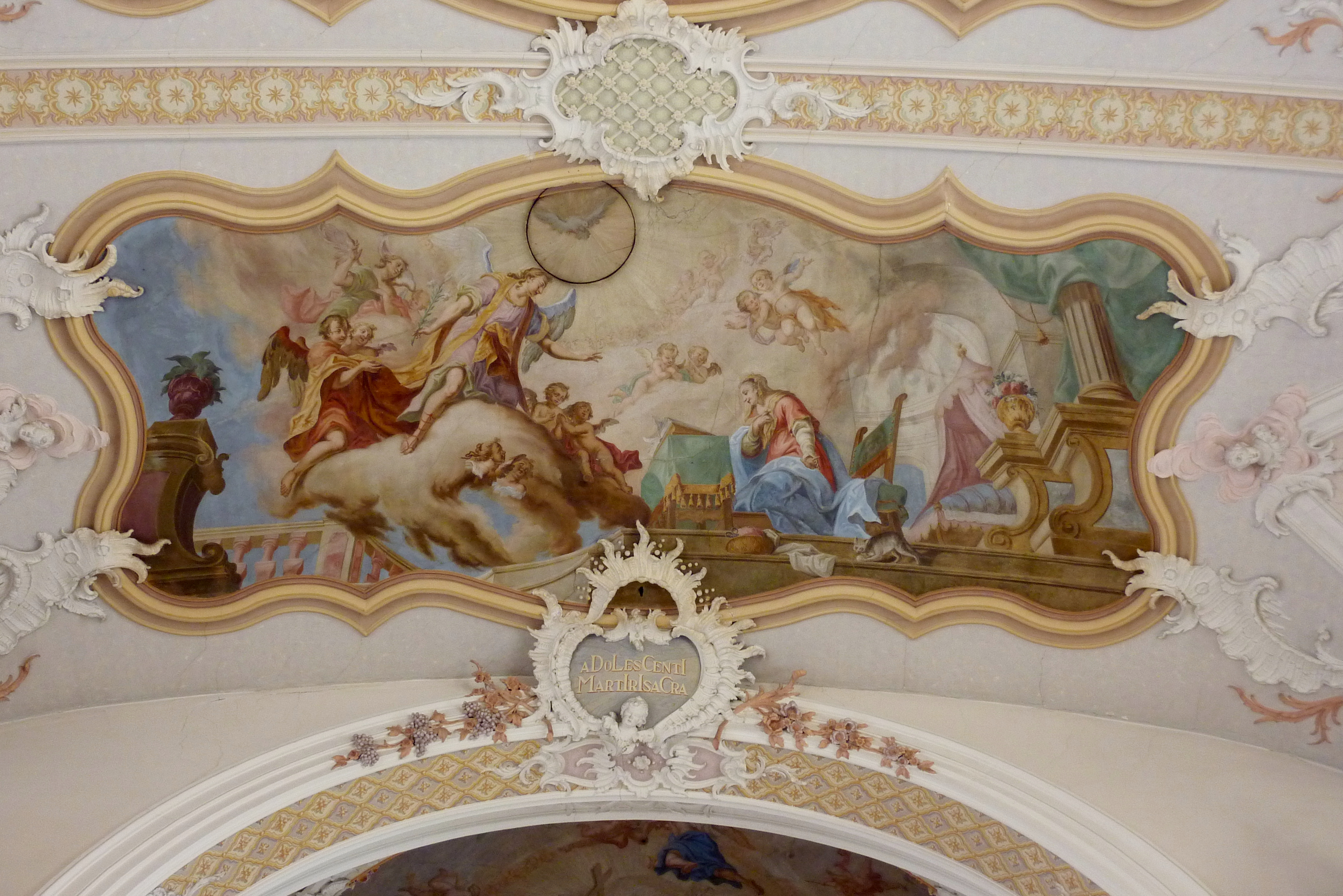
Un Óculo del Espíritu Santo cubierto por una pintura de una paloma pentecostal, iglesia de San Vito en Donaultheim, Alemania.
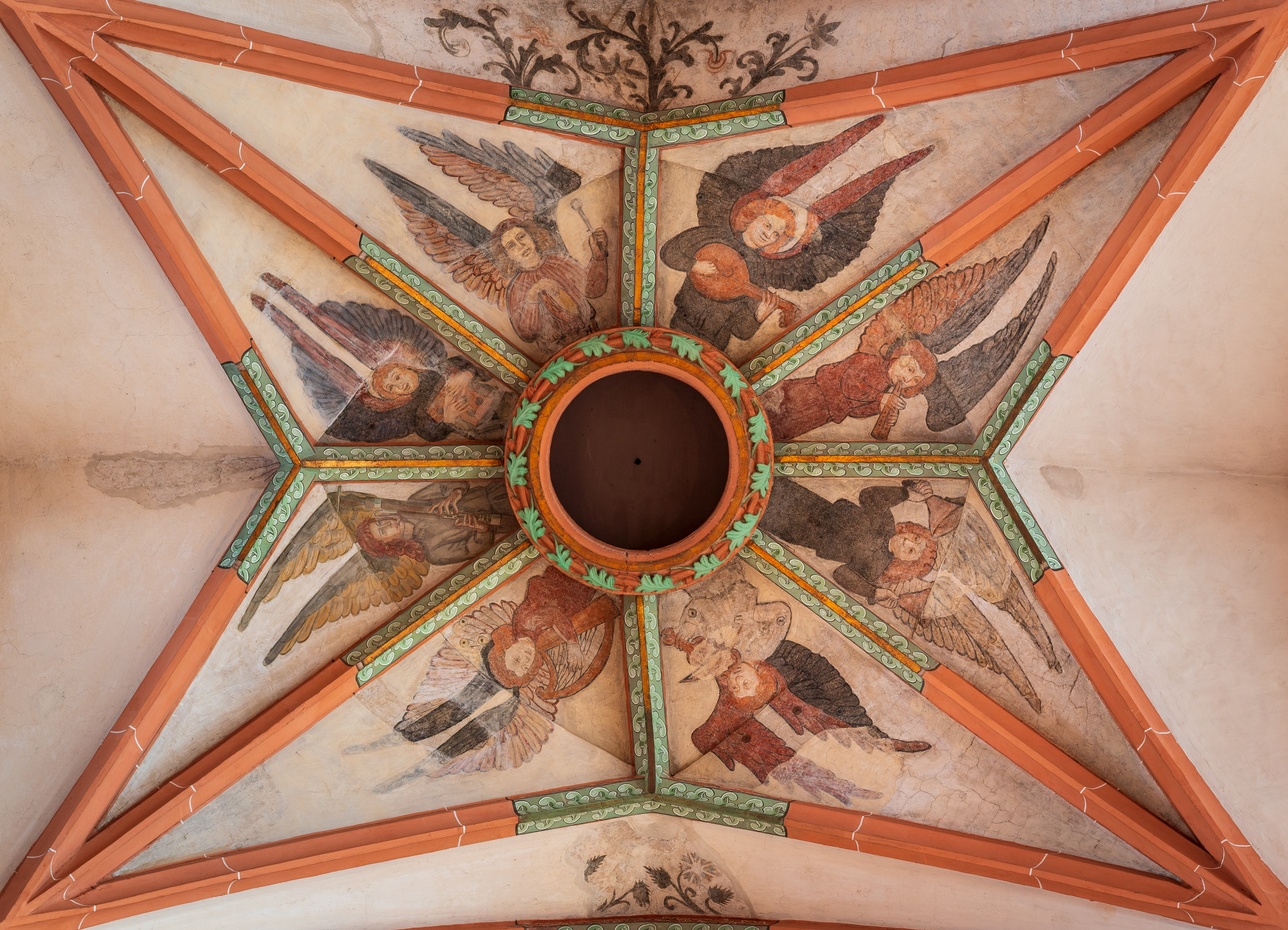
Óculo gótico del Espíritu Santo enmarcado por frescos del siglo XV en la Iglesia del Espíritu Santo, Heidelberg .
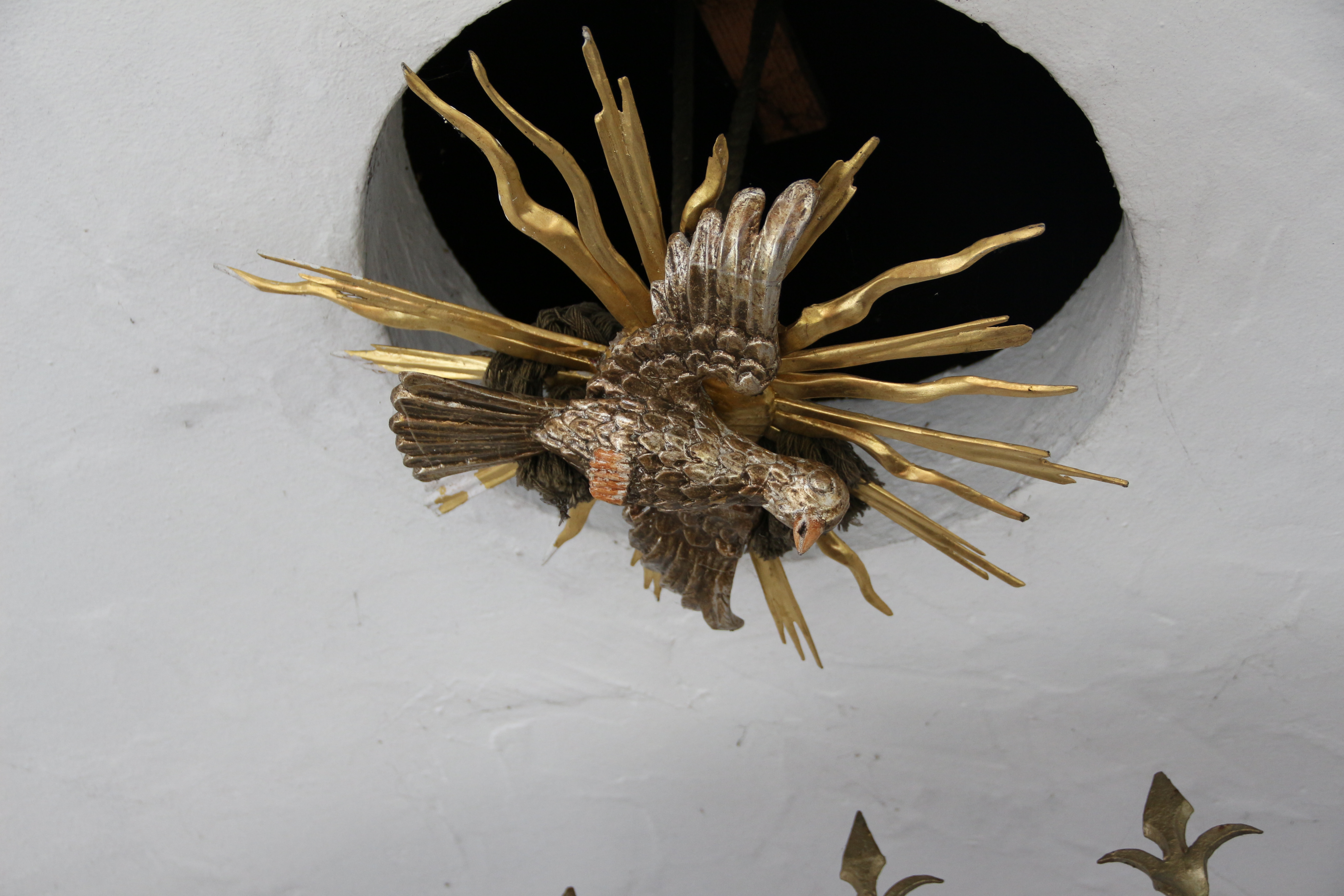
Una figura de paloma con "lenguas de fuego" suspendida a través de un Óculo del Espíritu Santo, Kapelle Schanz en Ebbs .
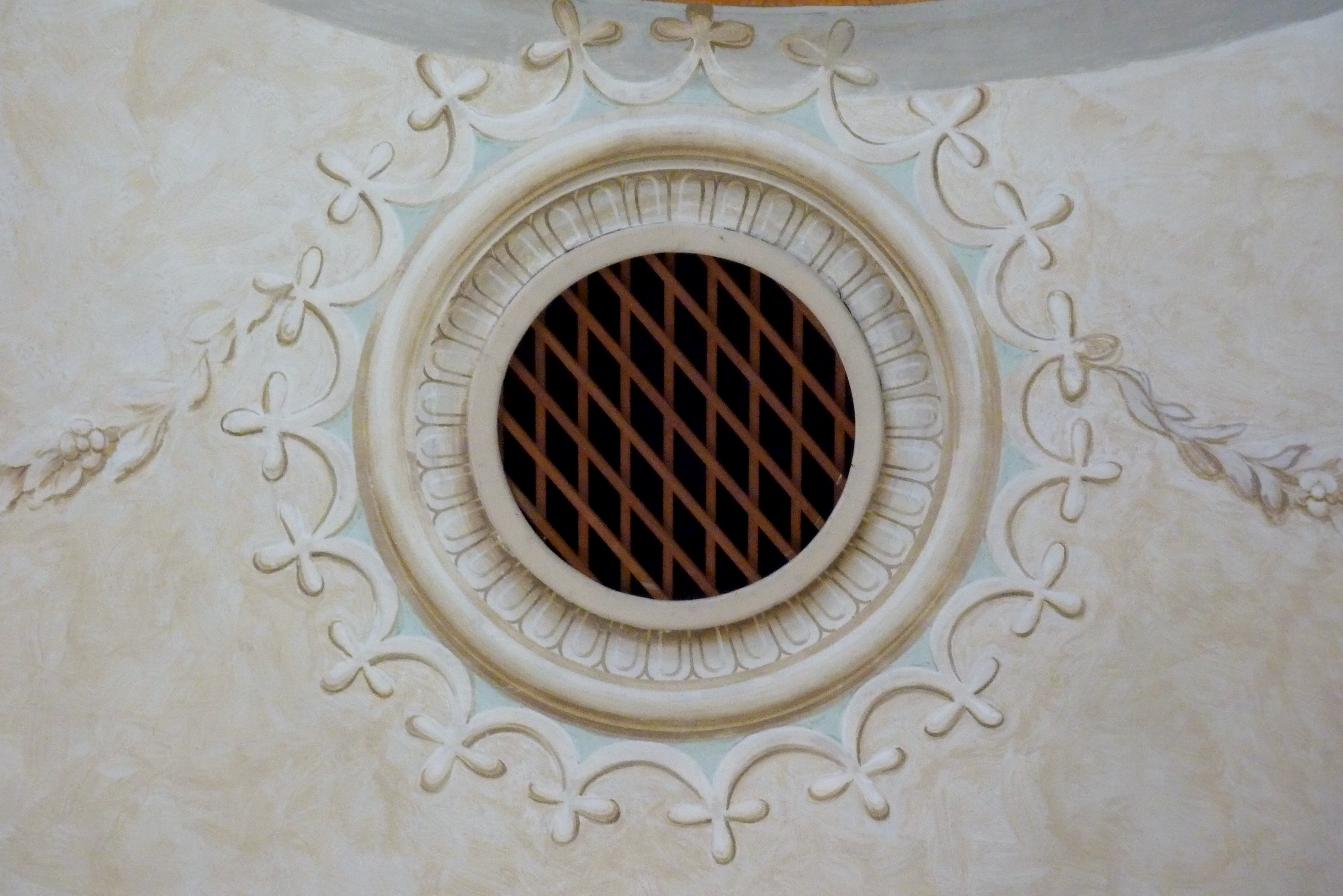
Óculo del Espíritu Santo cubierto por una celosía de madera, San Vito y Katharina en Rehling .